# Karmelitinnen

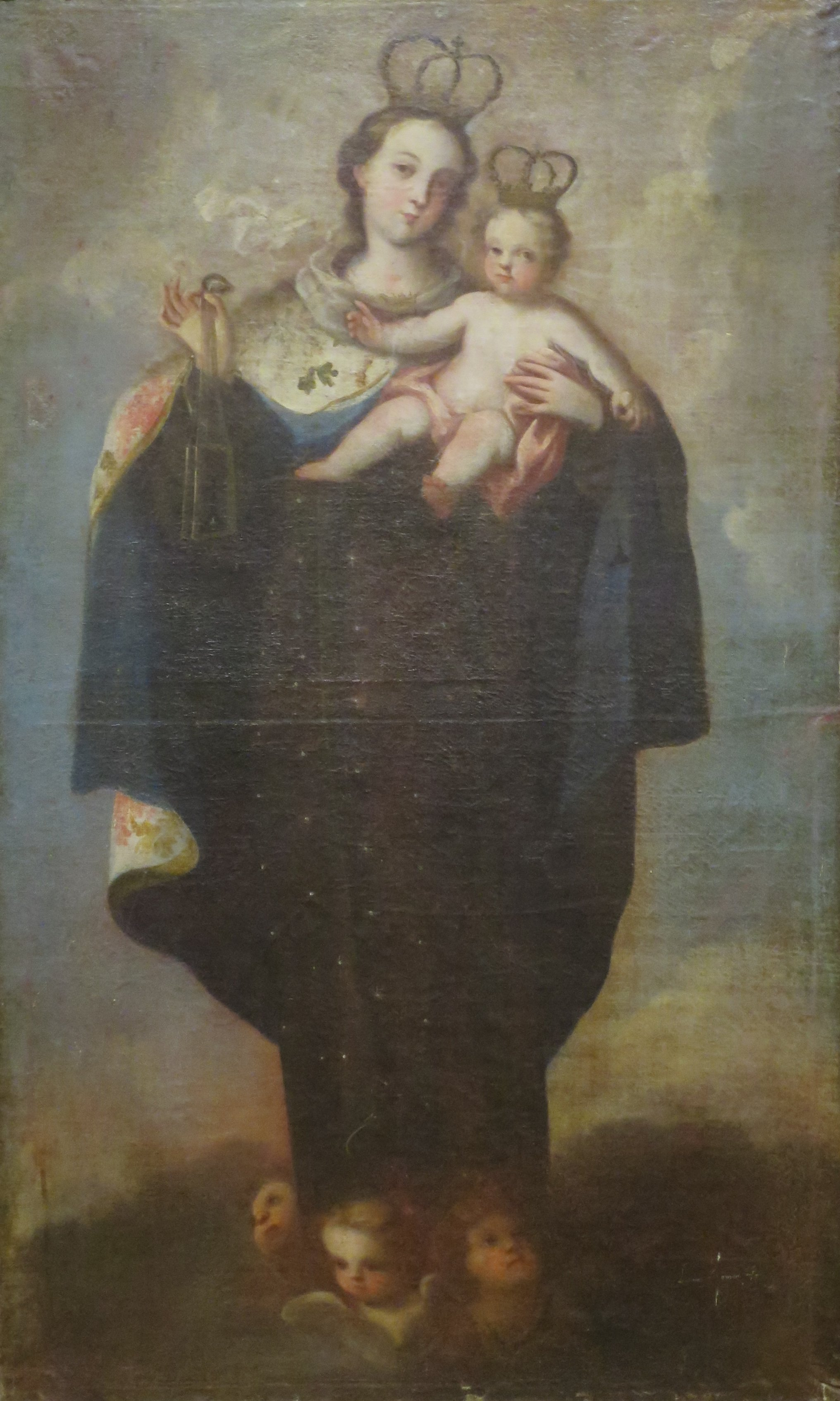
Unsere Liebe Frau auf dem Berge Karmel

Die Karmelitinnen (Ordo Carmelitarum, Ordenskürzel OCarm) sind der im 15. Jahrhundert gegründete weibliche Zweig des Ordens der Brüder der allerseligsten Jungfrau Maria vom Berge Karmel, eines Bettelordens.

## Karmelitinnen
Anno 1452 wandten sich die Beginen aus Geldern, die schon einen Karmelitenpater als Spiritual hatten, an das Provinzkapitel der Karmeliten in Köln mit der Bitte, sie in den Karmel aufzunehmen, da der Kardinallegat Nikolaus von Kues 1451 eine Verordnung ausgegeben hatte, dass alle weiblichen geistlichen Gemeinschaften, die nicht nach einer der alten Ordensregeln lebten, sich einem der bestehenden Orden anschließen müssten. Johannes Soreth, der Provinzial, erbat sich darum eine Erlaubnis von Papst Nikolaus V., der sie in seiner Bulle Cum nulla fidelium erteilte.
Von Deutschland aus breiteten die Karmelitinnen sich rasch nach Frankreich, Italien und Spanien aus. In Deutschland bestehen noch zwei Konvente des älteren Zweiges des Karmelitenordens, nämlich
- der Karmel Mutter vom guten Rat in Duisburg, der auf dem Gelände eines in der Säkularisation aufgehobenen Minoritenklosters errichtet wurde. Dieser und das 1554 aufgehobene Kloster in Schlüsselau bei Bamberg wurden von Karmelitinnen aus Boxmeer in Holland neu besiedelt
- der Karmel Dreifaltigkeit in Erlangen-Büchenbach, der 1969 von Schlüsselau bei Bamberg dorthin verlegt wurde.

Karmelitinnenklöster der alten Observanz gibt es in Spanien, Deutschland, den Niederlanden, Dänemark, Island, Norwegen, Finnland, Ungarn, dem Vereinigten Königreich und Irland, Schweden, Portugal, Italien, Israel, Nicaragua, Brasilien, Peru, Kenia, Australien, Neuseeland, den Philippinen, Indonesien, der Dominikanischen Republik und den Vereinigten Staaten. Außerdem gibt es weitere vier karmelitanische Konvente, in denen karmelitanisch ausgerichtete Eremitinnen nach eigenen Konstitutionen leben: in Italien in Florenz, Tavullia und in San Martino alla Palma sowie in Chester, New Jersey.

## Unbeschuhte Karmelitinnen
Die hll. Teresa von Ávila und Johannes vom Kreuz gründeten im 16. Jahrhundert den Reformzweig der Unbeschuhten (Ordo Carmelitarum Discalceatorum). Die unbeschuhten Karmelitinnen sind mit ca. 41.000 Schwestern weltweit der größte beschauliche Frauenorden.

## Kongregationen und dritte Orden
Seit dem 19. Jahrhundert entwickelten sich neben den klausurierten Karmelitinnen auch verschiedene Gemeinschaften, die sich an der Ordensregel des Karmels orientieren und zum Teil auch im Kranken-, Erziehungs- und Schuldienst tätig sind:
- die Marienschwestern vom Karmel
- die von Maria Tauscher gegründeten Karmelitinnen vom Göttlichen Herzen Jesu (Carmelitae a Divino Corde Jesu, DCJ)
- die Schwestern des Regulierten Dritten Ordens von Unserer Lieben Frau vom Berge Karmel mit Mutterhaus in Luxemburg
- Die Karmelitinnen von der Göttlichen Liebe (CDA) haben ihren Sitz in Taben-Rodt an der Saar. Die Kongregation wurde 1923 in Dahlem in der Diözese Trier gegründet und ist bischöflichen Rechts. Die Schwestern unterhielten in Taben-Rodt ein Kinderheim, später ein Internat mit Berufsfachschule und Volksschule. Im einzigen Haus der Kongregation, der Propstey St. Josef, lebten bis 2015 von sechs Schwestern. Das Internat (eine Einrichtung der Kinder- und Jugendhilfe), die Grund- und Hauptschule sowie der katholische Kindergarten wurden inzwischen an die Pallottiner übergeben.
- die Johannesschwestern von Maria Königin CSJ mit Mutterhaus in Leutesdorf
- die Congregação das Irmãs Carmelitas da Divina Providência in Belo Horizonte, Brasilien
- die Irmas Missionarias Carmelits de Jesús in Cajazeiras, Paraibo, Brasilien
- die Kongregasi Putri Karmel in Malang, Indonesien
- das Istituto di Nostra Signora del Carmelo in Rom, Italien
- die Suore Carmelitane delle Grazie in Bologna, Italien
- die Suore Carmelitane Missionarie di S. Teresa del Bambino Gesù in Rom, Italien
- die Carmelite Sisters of Our Lady mit Mutterhaus in Dumaguete City auf den Philippinen
- die Hermanas Carmelitas del Sagrado Corazón de Jesús in Madrid, Spanien
- die Hermanas de la Virgen María del Monte Carmelo in Madrid, Spanien
- die Corpus Christi Carmelites in Tunapuna, Trinidad und Tobago
- die Congregation of Our Lady of Mount Carmel mit Mutterhaus in Lacombe, Louisiana, USA
- die Carmelite Sisters for the Aged and Infirm mit Mutterhaus in Germantown, New York, USA
- die Hermanas Carmelitas de Madre Candelaria in Caracas, Venezuela
- die Handmaids of Our Lady of Mount Carmel in Mutare, Simbabwe
- die Carmelite Sisters of Charity (CCV).